# Al Seef Tower
Al Seef Tower es un rascacielos  residencial de 44 pisos en Dubai Marina en Dubái, Emiratos Árabes Unidos. La torre tiene una altura total estructural de 215 metros (705 pies). La construcción de Al Seef Tower fue completada en 2005. Es la sede del banco Dubai Islamic Bank.